# (466560) 2014 TQ13
(466560) 2014 TQ13 es un asteroide perteneciente al cinturón de asteroides, descubierto el 18 de septiembre de 2003 por el equipo Spacewatch desde el Observatorio Nacional de Kitt Peak (Arizona, Estados Unidos).